# Максим Ноланский
Максим (умер в 250) — святой епископ Нолы. Дни памяти — 15 января, 7 февраля.
О святом Максиме Ноланском известно очень немного. Главным источником информации о нём является сочинение одного из его преемников на кафедре Нолы святого Павлина. Согласно этим сведениям, святой Максим, долгое время бывший епископом Ноланским, решил оставить свою епархию и удалиться в пустынь. Своим преемником он рукоположил святого Феликса. Во время римских гонений во времена императора Деция св. Максим бежал в горы, где сильно страдал от голода. Святой Феликс, выйдя из тюрьмы, отправился на его поиски. Святой Максим был им найден и напоен соком виноградной лозы, чудесным образом созревшей не по сезону. Взвалив учителя на плечи, св. Феликс перенёс св. Максима в город.
Св. Максим умер в Ноле от перенесённых страданий.
Имя Максима Ноланского внесено в «Римский мартиролог» под датой 7 февраля.